# Steubach (Traisen)
Der Steubach ist ein linker Zufluss zur Traisen bei Rotheau in Niederösterreich.
Der Steubach, der im Oberlauf den Namen Wehrabach trägt, entspringt beim Moarigrabensattel (698 m ü. A.) und fließt von dort in Richtung  Eschenau ab, wo er zunächst den Pechberggraben aufnimmt, dann den Prinzbach, in Eschenau den von links zufließenden Sonnleitgraben und danach den von der Meiselhöhe (521 m ü. A.) kommenden Panzenödgraben. In Rotheau mündet der Steubach linksseitig in die Traisen.
Sein Einzugsgebiet umfasst 21,9 km² in teilweise offener Landschaft.